# Sielsowiet Sopoćkinie
Sielsowiet Sopoćkinie (biał. Сапоцкінскі сельсавет, ros. Сопоцкинский сельсовет) – sielsowiet na Białorusi, w obwodzie grodzieńskim, w rejonie grodzieńskim. Sąsiaduje z Polską, Litwą i Grodnem.

## Miejscowości
- osiedle typu miejskiego
  - Sopoćkinie
- agromiasteczko:
  - Łojki
- wsie:
  - Balenięta
  - Balla Kościelna
  - Bereżany
  - Białe Błota
  - Bieliczany
  - Czortek
  - Dmisiewicze
  - Dorguń
  - Hołowieńczyce
  - Hołynka
  - Horaczki
  - Jatwieź
  - Kadysz
  - Kalety
  - Kiełbaski
  - Kodziowce
  - Kowniany
  - Kresówka
  - Linki
  - Mańkowce
  - Markowce
  - Niemnowo
  - Nowiki
  - Nowosady
  - Nowosiółki
  - Osoczniki
  - Ostasza
  - Pieszczany
  - Plebańskie
  - Płaskowce
  - Radziwiłki
  - Rynkowce
  - Sambory
  - Sieniewicze
  - Sonicze
  - Sylwanowce
  - Szadzińce
  - Szembielowce
  - Szymkowce
  - Świack Wielki
  - Tartak
  - Usienniki
  - Wasaraby
  - Wasilewicze
  - Wójtowce
  - Wólka Dorguńska
  - Wólka Rządowa
  - Zabreczany